# پرسیمون مورالس
پرسیمون مورالس (به اسپانیایی: Simon Morales) کشیشی پرتغالی بود که از سوی نائب‌السلطنه پرتغالی هند و به دستور فیلیپ دوم پادشاه اسپانیا و پرتغال به دربار صفوی اعزام شد. مأموریت مورالس در ایران درخواست آزادی مذهب کاتولیک‌ها، اجازه ساختن کلیسا و دست کشیدن از جنگ با امپراتوری عثمانی بود. وی در زمان سلطنت شاه محمد خدابنده به پایتخت ایران، قزوین وارد شد، پادشاه او را به گرمی پذیرفت و به وی دستور داد به ولیعهدش حمزه میرزا درس ریاضیات و نجوم بدهد. مورالس به فارسی مسلط بود و پیش از دریافت ماموریت دیپلماتیک‌اش ریاست صومعه آگوستینی در هرمز را بر عهده داشت.
هنگام مراجعت مورالس، شاه محمدخدابنده سفیری به همراه او به دربار فیلیپ دوم فرستاد؛ ولی کشتی آنها دچار طوفان گشت و غرق شد.